# Puszkino (Armenia)
Puszkino – wieś w Armenii, w prowincji Lorri. W 2011 roku liczyła 339 mieszkańców.